# Georg Schaible

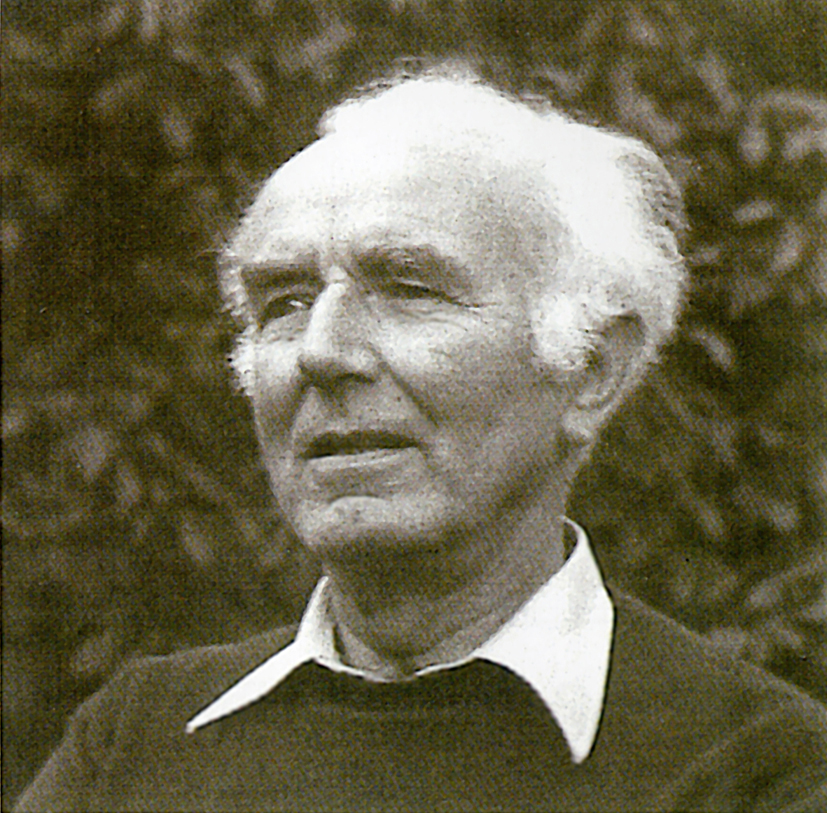
Georg Schaible, 1992

Georg Schaible (* 22. Februar 1907 in Klosterreichenbach; † 22. Juni 2007 ebenda) war ein deutscher Maler und Grafiker.
Als Gründungsmitglied der Künstlergemeinschaft „Das Quadrat“ gestaltete er seit 1957 das künstlerische Leben des Landkreises Freudenstadt über Jahrzehnte wesentlich mit. Als Mitglied der Stuttgarter Neuen Sezession sind seine Werke dem expressiven Realismus zuzuordnen.

## Leben und Werk
Georg Schaible war das einzige Kind seiner Eltern, die in Klosterreichenbach einen Eisen- und Kolonialwarenladen betrieben. Nach kaufmännischer Lehre und weiterführender Handelsschule in Calw studierte er ab 1927 an der Kunstakademie in Stuttgart bei den Professoren Arnold Waldschmidt und Anton Kolig. Als Meisterschüler Koligs wirkte er auch 1930 an dessen Auftrag mit, den kleinen Landtagssaal im Klagenfurter Landhaus mit Fresken auszumalen. Nach dem Studienabschluss 1932 ermöglichten ihm Förderer eine längere Studienreise durch Italien und Sizilien. Nach seiner Rückkehr 1933 durchsuchte die SS seine Wohnung und sein Atelier im elterlichen Haus. Derweil hielten zwei SA-Männer mit aufgepflanztem Bajonett Wache vor der Haustüre. Die Galerien lehnten –  nach einer letzten Ausstellung im Jahre 1934 im Kunstverein Karlsruhe – seine Bilder als „nicht mehr vertretbar“ ab. 1940 wurde er zum Kriegsdienst einberufen und kehrte aus der Kriegsgefangenschaft schwer lungenkrank heim. Nach etlichen Sanatoriumsaufenthalten war er erstmals wieder 1946 bei der Freudenstädter Kunstausstellung mit Aquarellen vertreten.

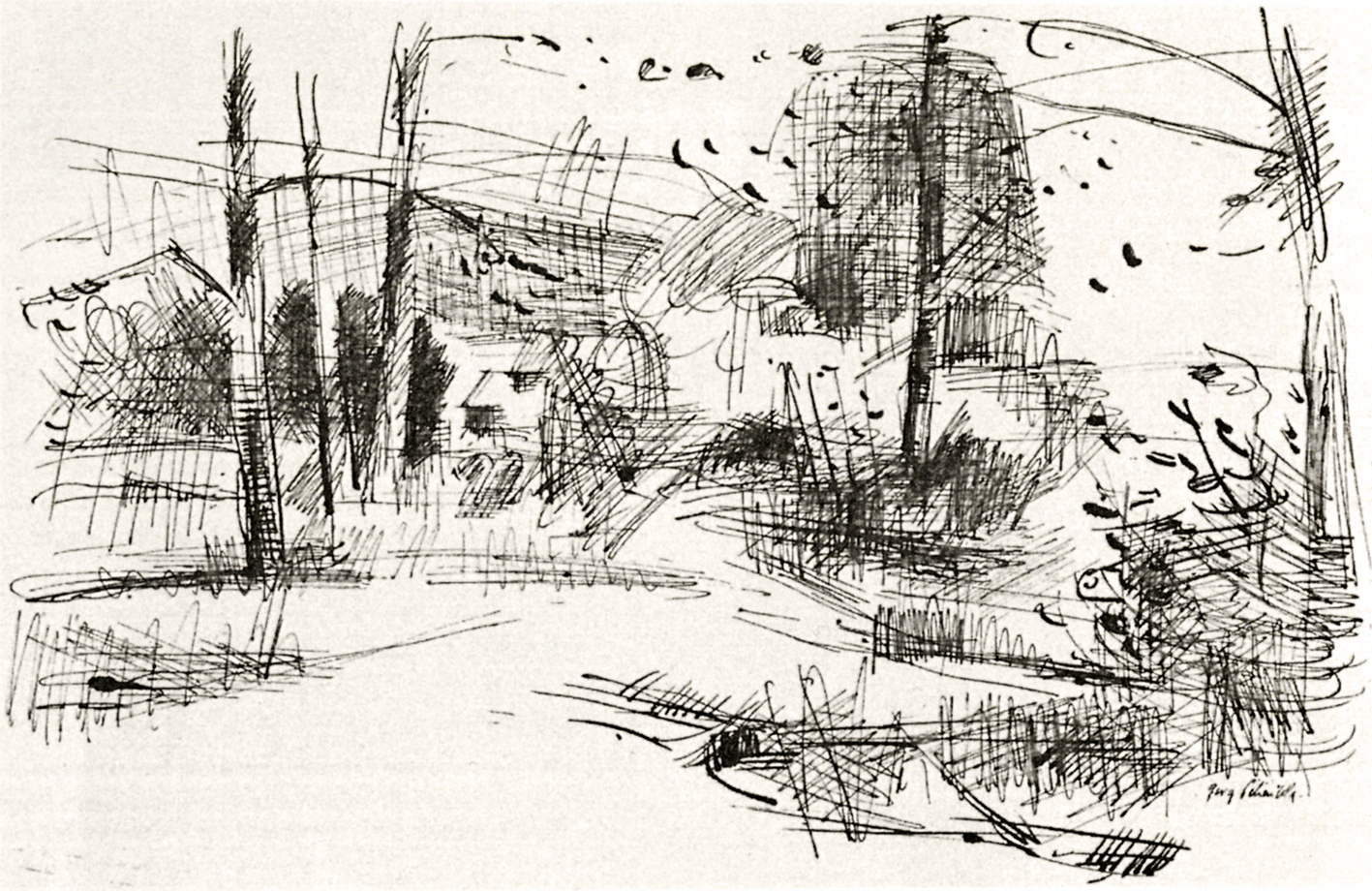
Landschaft an der Murg, Georg Schaible, ca. 1948 (Tusche/Feder auf Papier, 27 × 41 cm)

Seine Bilder sah man nun des Öfteren im Württembergischen Kunstverein, auch stellte er bei der juryfreien Künstlervereinigung des Stuttgarter Kunstvereins aus. Etliche seiner Werke wurden in Heilbronn, Karlsruhe, Krefeld, Oehringen und Ulm gezeigt. 1957 wurde die erste umfassende Werkübersicht im Freudenstädter Stadthaus ausgestellt. In diesem Jahr fand auch die Gründung der Künstlergruppe Das Quadrat durch den Bildhauer David Fahrner und die Maler Otto Rühle, Georg Schaible und Dr. Kurt Schöpp statt. Professor Günther Wirth hat in seinem Artikel „Das Quadrat“ – und die Kunst im Südwesten im Buch von Otto Rühle, Verlag Schanbacher Art-International, umfassend über die älteste Künstlergemeinschaft des Landes Baden-Württemberg berichtet.
Von 1958 bis 1975 war Georg Schaible Kunsterzieher an verschiedenen Gymnasien. Aus dieser Zeit stammt auch eine mehrere Meter hohe, abstrakte Plastik aus Eisenguss im Schulhof der Luise-Büchner-Schule in Freudenstadt. Eine große Ausstellung im April 1997 in den Räumen der Kreissparkasse Freudenstadt zeigte das Werk des Neunzigjährigen mit einer umfassenden Rückschau.
Seine Zeichnungen, Aquarelle, Öl- und Acrylbilder sind dem expressiven Realismus zuzuordnen. Ab den sechziger Jahren entstanden Kugelschreiberzeichnungen, die sehr ausdrucksstark sind. Georg Schaible zeigte sich allem Neuen gegenüber offen, sein künstlerisches Wollen und Schaffen war indes immer unbestechlich und unumstritten und niemals auf das Erzielen von Effekten angelegt.